# Colletes schmidi
Colletes schmidi là một loài Hymenoptera trong họ Colletidae. Loài này được Noskiewicz mô tả khoa học năm 1962.